# 波佐見町立東小学校
波佐見町立東小学校（はさみちょうりつ ひがししょうがっこう、Hasami Town Higashi Elementary School）は、長崎県東彼杵郡波佐見町湯無田（ゆむた）郷にある公立小学校。

## 概要
歴史
1976年（昭和51年）に旧・波佐見町立東小学校が分離されて開校した2校のうちの1校。2026年（令和8年）には創立（分離）50周年を迎える。
校訓
「思いやり、やる気」
学校教育目標
「豊かな心とたくましい体を自らよく考えて学ぶ子どもの育成」
校章
波佐見（Hasami）と東（Higashi）をローマ字で表記した時の頭文字「H」と「小」の文字を組み合わせたものとなっている。
校歌
作詞は福田清人、作曲は廣瀬量平による。歌詞は2番まであり、両番に校名の「波佐見東小学校」が登場する。
分校
「永尾分校」 - 〒859-3705 長崎県東彼杵郡波佐見町永尾郷63番地（北緯33度7分58.3秒 東経129度56分20.6秒 / 北緯33.132861度 東経129.939056度）- 永尾郷と三股郷の1・2年生が通学していたが、2015年（平成27年）3月末で閉校した。
校区
「長崎県東彼杵郡波佐見町」の後に「中尾郷（一部）、三股郷、永尾郷、小樽郷、野々川郷、湯無田郷（一部）、井石郷（一部）、折敷瀬郷（一部）」が続く地域。中学校区は波佐見町立波佐見中学校。

## 沿革

### 旧・東小学校
- 1871年（明治4年）- 「上波佐見小学校」が創立。
- 1872年（明治5年）- 学制が頒布される。
- 1873年（明治6年）10月7日 - 上波佐見村宿郷に「鹿山小学校」が創立。
- 1874年（明治7年）6月 - 上波佐見村に「中尾小学校」と三又分校が創立。同時期に隣村の下波佐見村に「平瀬小学校」が創立。
- 1886年（明治19年）9月 - 小学校令が施行される。
  - 尋常科（修業年限4年）を設置の上「尋常鹿山小学校」に改称。
  - 東彼杵郡早岐村（現・佐世保市早岐地域）に「長崎県第十二高等小学校」が設置される。
- 1889年（明治22年）4月 - 町村制の施行により、上波佐見村立の小学校となる。
- 1892年（明治25年）
  - この年 - 長崎県第十二高等小学校が廃止される。
  - 11月25日 - 「上波佐見村 下波佐見村 組合立 波佐見尋常高等小学校」に改称（尋常科4年・高等科4年）。
    - 上波佐見村と下波佐見村が学校組合を組織し、両村の尋常小学校が統合された上で、高等科が併置された。
- 1901年（明治34年）
  - 3月 - 上波佐見村と下波佐見村の学校組合を解消。
  - 5月25日 - 「上波佐見村立 波佐見尋常高等小学校」となる。井石郷に新校舎が完成。内海小学校を統合。
- 1902年（明治35年）4月 - 永尾郷に永尾分教場（永尾分校）、村木郷に村木分教場が設置される。
- 1908年（明治41年）4月 - 小学校令の改正により、義務教育年限（尋常科の修業年限）が4年から6年に延長される。校舎を一棟新築。
  - 旧高等科1年が尋常科5年に、旧高等科2年が尋常科6年に、旧高等科3年が高等科1年に、旧高等科4年が高等科2年に振り替えられる。
- 1913年（大正2年）4月28日 - 農業補習学校を併設。
- 1923年（大正12年）2月2日 - 校舎が一棟完成。
- 1927年（昭和2年）9月30日 - 波佐見高等家政女学校が創立され、高等科の女子が編入。
- 1934年（昭和9年）11月3日 - 町制施行で上波佐見町が発足。これにより「上波佐見町立 波佐見尋常高等小学校」になる。
- 1935年（昭和10年）- 青年学校令の施行により、併設の農業補習学校が青年学校に改称。
- 1937年（昭和12年）- 木造平屋一部2階建ての講堂が完成[1][2]。2010年（平成22年）に「旧・波佐見町立中央小学校講堂兼公会堂」として登録有形文化財に登録された。

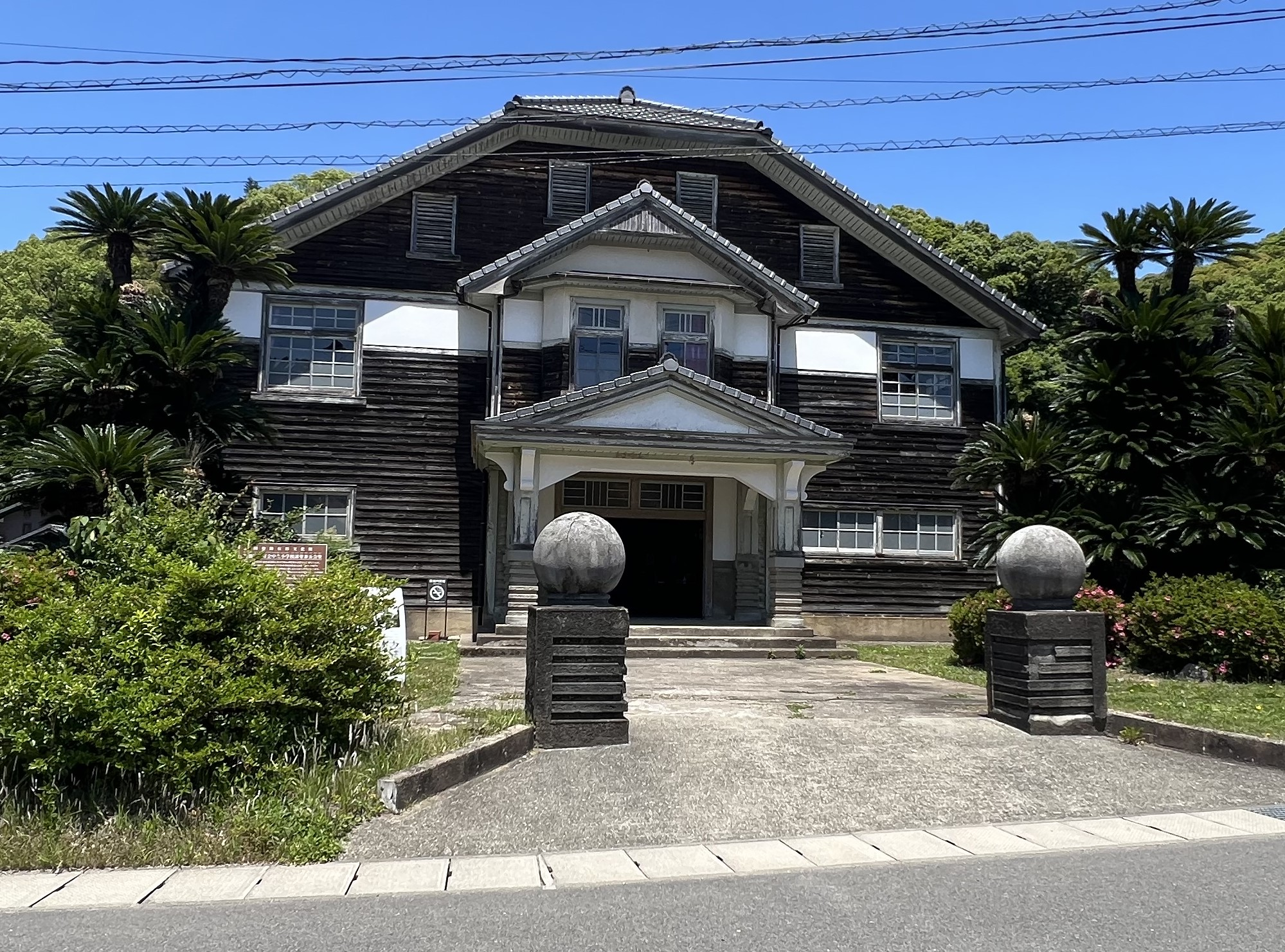
旧波佐見町立中央小学校講堂兼公会堂

- 1941年（昭和16年）4月1日 - 国民学校令の施行により、「上波佐見国民学校」に改称。尋常科を初等科に改める（初等科6年・高等科2年）。
- 1947年（昭和22年）4月1日 - 学制改革（六・三制の実施）が行われる。
  - 国民学校の初等科が改組され、「上波佐見町立上波佐見小学校」に改称。永尾と村木の分教場をそれぞれ分校に改める。
  - 国民学校の高等科と青年学校の普通科が改組され、「上波佐見町立上波佐見中学校」（新制中学校）が発足。
- 1951年（昭和26年）5月25日 - 創立50周年を記念して校歌（旧校歌）と校章（旧校章）を制定。
- 1954年（昭和29年）8月28日 - 北校舎を改築し、木造2階建て校舎10教室が完成。
- 1956年（昭和31年）6月1日 - 上波佐見町と下波佐見村の合併で波佐見町が発足。これにより「波佐見町立東小学校」と改称[3]。
- 1963年（昭和38年）11月1日 - 脱脂粉乳給食を開始。
- 1964年（昭和39年）4月1日 - 校区の変更により、村木分校を波佐見町立南小学校に移管[4]。
- 1966年（昭和41年）1月20日 - 鉄筋コンクリート造2階建て校舎が完成。
- 1970年（昭和45年）4月 - 完全給食を開始。
- 1976年（昭和51年）3月31日 - 2校分離のため、旧・波佐見町立東小学校が閉校。
  - 最終所在地 - 長崎県東彼杵郡波佐見町井石郷2191番地（北緯33度8分31.3秒 東経129度54分27.6秒 / 北緯33.142028度 東経129.907667度）

### 新・東小学校
- 1976年（昭和51年）4月1日 - 旧・波佐見町立東小学校が「（新）波佐見町立東小学校」と「波佐見町立中央小学校」との2校に分離される。
  - 旧・波佐見町立東小学校の校地および校舎は中央小学校が継承する。
  - 新・波佐見町立東小学校は旧・波佐見町立東中学校の校地に設置される[5]。永尾分校が（新）東小学校に移管される。
- 1978年（昭和53年）- 前身の波佐見尋常高等小学校出身（尋常科2年まで在学）であり、児童文学作家の福田清人が新校歌作詞のため来校。
- 1979年（昭和54年）- 新校歌・新校章・新校旗を制定。
- 1980年（昭和55年）- 鉄筋コンクリート造の新校舎が完成。
- 1986年（昭和61年）- 永尾分校の新校舎が完成。

- 1992年（平成4年）- 陶芸室が完成。

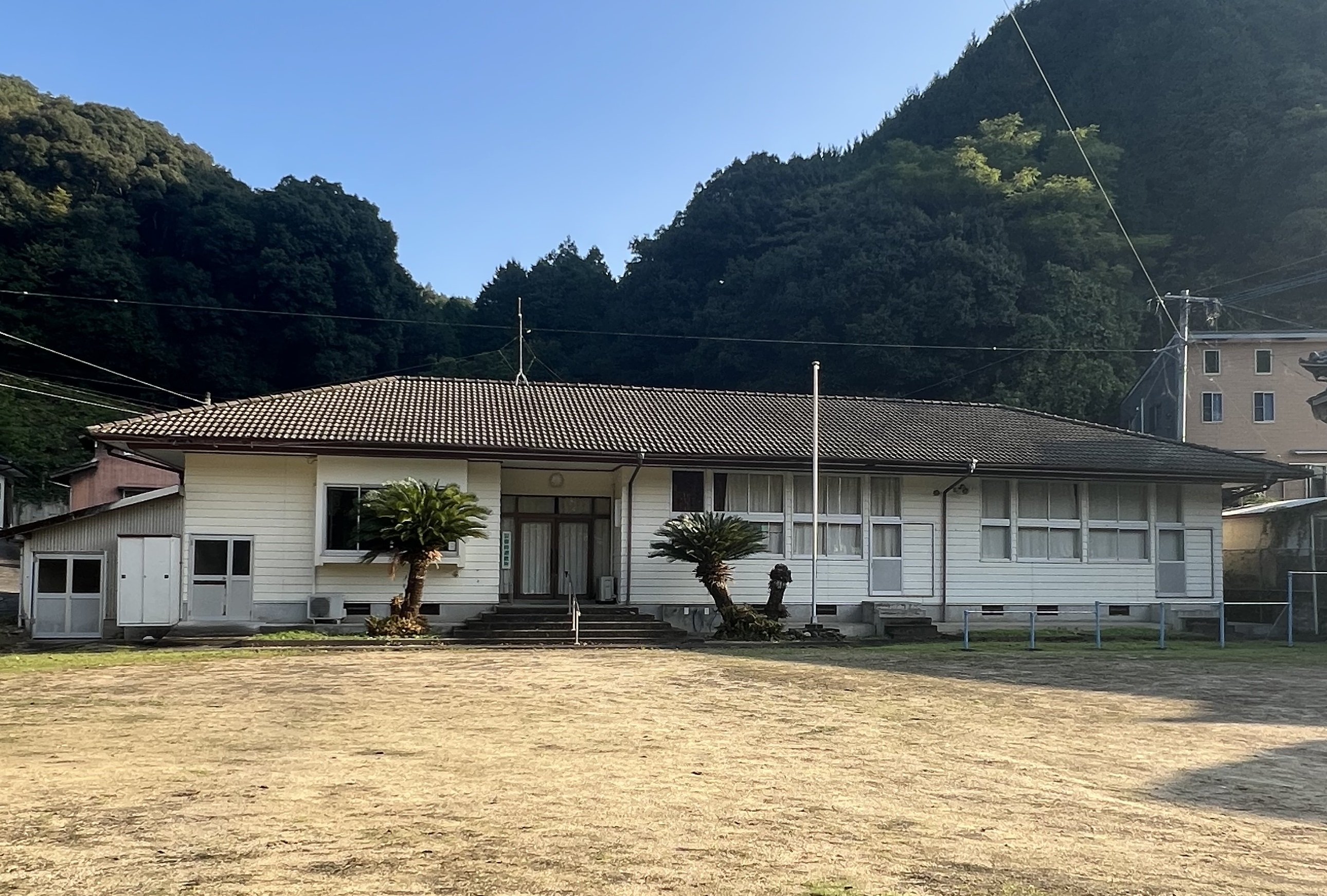
旧・永尾分校跡

- 1999年（平成11年）- 視聴覚室が完成。パソコンを設置。
- 2004年（平成16年）- 新体育館が完成。
- 2009年（平成21年）- 電子黒板を導入。
- 2013年（平成25年）- 校舎の改修を実施。
- 2015年（平成27年）3月31日 - 永尾分校を廃止し、本校に統合。

## 著名な出身者
- 福田清人 - 児童文学作家、前身の波佐見尋常高等小学校尋常科2年まで在学。その後土井首尋常高等小学校へ転出。
  - 旧・波佐見町立東小学校および現・波佐見町立東小学校の校歌作詞をてがけた。

## アクセス
本校
最寄りのバス停
- 西肥自動車（西肥バス） 「大日」バス停

最寄りの国道・県道
- 長崎県道・佐賀県道1号佐世保嬉野線
- 長崎県道・佐賀県道104号波佐見山内線

永尾分校
最寄りのバス停
- 西肥自動車（西肥バス） 「三股入口」バス停

最寄りの国道・県道
- 長崎県道・佐賀県道1号佐世保嬉野線

## 周辺
本校
- 波佐見町陶芸の館
- 波佐見町勤労福祉会館
- 波佐見東幼稚園
- 十八親和銀行波佐見中央支店

永尾分校
- 白山神社

## 関連事項
- 長崎県小学校一覧